# 瀧廉太郎
瀧廉太郎（日语：／ Taki Rentarō，1879年8月24日—1903年6月29日）是一名日本明治時代的鋼琴家和作曲家。
瀧出生於東京，但由於父親工作的緣故，他在童年時期常常搬家。他於1901年畢業於東京音樂學校。他的著名作品之一是《荒城之月》，與《箱根八里》一起被列入初中學生的歌曲集。而《花》也是一首著名的歌曲。
同年，瀧前往德國萊比錫音樂學院深造，但因患肺結核而病重，因此回到日本。他的遺作是一首鋼琴獨奏曲《憾》，是他在去世前四個月寫的。1903年，瀧因肺結核而病逝，享年23歲。

## 外部連結
- YouTube上的Rentaro Taki: Kojo no Tsuki – Kojo no Tsuki
- YouTube上的Rentaro Taki: Kojo no Tsuki – Kojo no Tsuki
- YouTube上的Rentaro Taki: Urami (regret) – Urami (regret)
- 瀧廉太郎的免费乐谱，由国际乐谱典藏计划提供
- 公有領域聲樂檔案館上瀧廉太郎的作品